# Поркулецький покрив
Поркуле́цький по́крив (інші назви — Буркутський покрив, Сухівський покрив) — одна з найбільших геологічних структур Карпатської покривно-складчастої споруди. 
Простягається від витоків Сучави до кордону зі Словаччиною (українська частина Поркулецького покриву). Північно-західна частина звужена, перекрита насунутим на неї Магуським покривом. У північно-східному напрямі Поркулецький покрив насунутий на Дуклянський покрив та Чорногірський покрив; лінія насуву звивиста, амплітуда горизонтального переміщення 15—25 км. 
У геологічній будові Поркулецького покриву беруть участь флішеві товщі, серед яких переважають пісковики крейдового та палеогенового віку. У рельєфі більшій частині покриву відповідає Полонинський хребет.